# Vesper multinervatus
Vesper multinervatus är en växtart i släktet Vesper och familjen flockblommiga växter. Den beskrevs av John Merle Coulter och Joseph Nelson Rose som Phellopterus multinervatus, och fick sitt nu gällande namn av Ronald Lee Hartman och Guy L. Nesom 2012.
Arten är en perenn ört som förekommer i södra och sydvästra USA samt i nordvästra Mexiko.